# کارل ازموند
کارل ازموند (آلمانی: Carl Esmond؛ ‏ ۱۴ ژوئن ۱۹۰۲ – ۴ دسامبر ۲۰۰۴) بازیگر تئاتر، بازیگر سینما و بازیگر تلویزیون اهل اتریش بود.
از فیلم‌هایی که وی در آن نقش داشته‌است، می‌توان به پرواز شناسایی، نشانی ناشناخته، گروهبان یورک، داستان دکتر واسل، مأمور ه.ا.ر.م و حادثه، داستان یک زن اشاره کرد.